# A Ten-Karat Hero
A Ten-Karat Hero è un cortometraggio muto del 1912 diretto da Dell Henderson.

## Produzione
Il film fu prodotto dalla Biograph Company.

## Distribuzione
Distribuito dalla General Film Company, il film - un cortometraggio di 109,59 metri - uscì nelle sale cinematografiche USA il 7 ottobre 1912. Fu distribuito anche nel Regno Unito dalla Moving Pictures Sales Agency il 5 dicembre 1912.
Nelle proiezioni, veniva programmato con il sistema dello split reel, accorpato in un'unica bobina con un altro cortometraggio prodotto dalla Biograph, la commedia The Line at Hogan's.